# Valentino Mazzola
Valentino Mazzola (ur. 26 stycznia 1919 w Cassano d’Adda, zm. 4 maja 1949 w Superdze) – włoski piłkarz, grający na pozycji napastnika lub pomocnika. Legenda Torino FC. Ojciec Sandra.

## Kariera piłkarska
Karierę zaczynał w fabrycznym zespole Alfa Romeo z Mediolanu. W 1939 został zawodnikiem Venezii (Puchar Włoch w 1941), a w 1942 odszedł do Torino, gdzie grał do tragicznej śmierci. Torino zmonopolizowało w końcówce lat 40. rozgrywki we Włoszech, w latach 1943-1949 pięciokrotnie sięgając po scudetto (1943, 1946, 1947, 1948, 1949) oraz po Puchar Włoch w sezonie 1942/1943.

## Kariera reprezentacyjna
W reprezentacji Włoch zagrał 12 razy i strzelił 4 bramki. Debiutował 5 kwietnia 1942 w meczu z reprezentacją Chorwacji, ostatni raz zagrał w 1949 roku.

## Śmierć
4 maja 1949 roku na wzgórzach Supergi w okolicach Turynu doszło do katastrofy lotniczej samolotu na pokładzie z wracającymi z towarzyskiego meczu z Benficą piłkarzami Torino na pokładzie. Zginęli wszyscy pasażerowie, niemal cała drużyna, w tym Valentino Mazzola.

## Życie prywatne
Valentino Mazzola był dwukrotnie żonaty. Miał dwójkę dzieci: Sandro (piłkarz Interu Mediolan i Feruccio (wieloletni prezes Torino FC). Z pierwszą żoną rozwiódł się w 1946 roku. Potem ponownie się ożenił i wziął ze sobą starszego syna - Sandro.

## Sukcesy piłkarskie

### Torino FC
- Mistrz Włoch: 1943, 1946, 1947, 1948, 1949
- Puchar Włoch: 1943

### Indywidualne
- Król strzelców Serie A: 1943